# Lycosa mexicana
Lycosa mexicana là một loài nhện trong họ Lycosidae.
Loài này thuộc chi Lycosa. Lycosa mexicana được Richard C. Banks miêu tả năm 1898.